# 乳房整形
乳房整形（Mammaplasty，也稱為mammoplasty或mastoplasty）是指以調整乳房形狀為目的的整形手術，主要可以分為以下幾種：
1. 隆乳一般是指增加乳房體積、調整乳房外形或是質感的手術，一般會用手術在乳房中植入像鹽水袋或是矽酮等植體，也有植入自身脂肪的隆乳手術。
2. 縮胸一般是指減少乳房體積、調整乳房外形或是質感的手術，一般會切除部份的乳房組織。
3. 乳房固定術（英语：mastopexy）主要是改善乳房下垂的情形。

## 社會因素
乳房整形最早是一種幫助女性減少乳房過多重量的手術，後來才用在美容整形上。女性受到社會壓力，要求她們依循社會所規定，有關身體美感的標準，其中一部份就是要女性有「完美乳房」的壓力。早期這類手術的原因是為了醫療需要，或是讓人更容易融入特定團體。二十世紀初時，醫師Hippolyte Morestin和Eugene Hollander才開始了只為了美容整形需求的縮胸手術。在1930年代，因為美容進行的縮胸手術比重建手術的數量更多。
目前還是有因為醫學原因進行的乳房整形手術，而且接受過此一手術的女性名人也願意公開說明。最近的例子是在《摩登家庭》中飾演艾莉克絲的艾莉尔·温特，她在多年的背痛以及頸痛之後，接受了縮乳手術。